# Norman Jude
Hon. Sir Norman Lane Jude (* 7. April 1905 in Birmingham, England (nach anderen Angaben: Handsworth, Staffordshire), England; † 18. Februar 1975 in Naracoorte, South Australia) war ein australischer Politiker der Liberal and Country League (LCL), der zwischen 1944 und 1971 Mitglied des South Australian Legislative Council sowie von 1953 bis 1965 Minister in der Regierung von Premier Thomas Playford IV war.

## Leben
Norman Lane Jude war der Sohn des technischen Zeichners Archibald Alexander Jude und dessen Ehefrau Edith Susan Lane Jude, die bei seiner Geburt verstarb. Daraufhin wuchs er bei Verwandten auf und besuchte zwischen 1917 und 1923 die 1532 gegründete Stamford School in Lincolnshire und wurde Präfekt, Sergeant Major im Officer Training Corps und Kapitän der Rugby-Mannschaft, ehe er bei einem in Tritt gegen den Kopf während eines Spiels auf einem Ohr gehörlos wurde. 1924 wanderte er nach Australien aus und begann ein Studium an der Landwirtschaftshochschule Roseworthy Agricultural College, an dem er Cricket und Australian Football spielte. Nach seinem Abschluss 1926 mit einem Diplom im Fach Agrarwissenschaft war er Kellerarbeiter in den Reynell-Weingütern in Reynella, ab 1929 kurzzeitig Landarbeiter an der Mündung des Murray River und dann Manager einer Molkerei in der Nähe von Meningie. Er reiste mit dem Motorrad nach Adelaide, um Hockey zu spielen, und wurde für die Mannschaft des Bundesstaates South Australia ausgewählt. Nach einem Besuch in England kaufte er 1936 mit seiner Ehefrau Carolside, einen Schäfereibetrieb in der Nähe von Naracoorte. Während dieser Zeit begann er ein weitreiches Engagement in zahlreichen Institutionen, Organisationen und Vereinen wie der Stockowners’ Association, der Chamber of Rural Industries, dem National Fitness Council, dem Volunteer Defence Corps, der Australian Red Cross Society und dem South Australian Jockey Club. Während des Zweiten Weltkrieges wurde er am 5. Mai 1942 zum Militärdienst in den Australian Military Forces (AMF) eingezogen und diente einige Zeit als Corporal.
Am 29. April 1944 wurde Norman Jude für die Liberal and Country League (LCL) im damaligen Wahlkreis Southern District erstmals zum Mitglied des South Australian Legislative Council gewählt, des Oberhauses des Parlaments von South Australia, und gehörte diesem bis zu seinem Mandatsverzicht am 17. Juni 1971 an. Zu seinem Nachfolger im Legislativrat wurde daraufhin am 3. Juli 1971 sein Parteifreund Martin Cameron gewählt.
Jude wurde am 15. Dezember 1953 in die Regierung von Premier Thomas Playford IV berufen und bekleidete in dieser in Personalunion bis zum 10. März 1965 die Ämter als Minister für Kommunalverwaltung (Minister of Local Government), Minister für Eisenbahnen (Minister of Railways) sowie als Minister für Straßen (Minister of Roads). Für seine Verdienste als Minister wurde er am 4. Juni 1965 als Knight Bachelor (Kt) nobilitiert, wodurch er fortan das Prädikat „Sir“ führte.
Bei der Wahl am 6. März 1965 erlitt die Liberal and Country League eine empfindliche Niederlage, stellte nur noch 17 der 39 Mitglieder im South Australian House of Assembly, dem Unterhaus des Parlaments, und musste nach fast 32-jähriger Regierungszeit in die Opposition. In der Folgezeit war er zwischen dem 18. Mai 1965 und dem 7. Juni 1971 noch Mitglied des Gemeinsamen Ausschusses für nachgeordnete Gesetzgebung (Joint Committee on Subordinate Legislation). Am 29. Juli 1971 wurde ihm der Höflichkeitstitel The Honourable verliehen.
Aus seiner am 6. August 1935 in der Christ Church in North Adelaide geschlossenen Ehe mit Nancy Margaret Bowman, die aus der wohlhabenden Familie der pastoralen Viehzüchterfamilie Bowman stammte, gingen drei Töchter und ein Sohn hervor. Er verstarb an den Folgen eines Magengeschwürs und wurde nach seinem Tode auf dem Centennial Park-Friedhof in Naracoorte beigesetzt.

## Hintergrundliteratur
- Parliament of South Australia: Statistical Record of the Legislature 1836–2007 (Memento vom 11. März 2019 im Internet Archive)
- A. B. Cox: Local Government in South Australia, Adelaide 1964
- H. Stretton: Ideas for Australian Cities, Adelaide 1970
- N. Blewett, D. Jaensch: Playford to Dunstan, Melbourne 1971
- B. Carroll: Getting Around Town, Sydney 1980
- P. Donovan: Highways. A History of the South Australian Highways Department, Adelaide 1991